# Cutremurul din Marea Ohotsk (2013)
Cutremurul din Marea Ohotsk a fost un cutremur cu magnitudinea 8.3 din Marea Ohotsk la ora locală 05:44:49 (15:44:49 UTC) pe 24 mai. A avut epicentrul în marea Ohotsk și a afectat Rusia asiatică, în special peninsula Kamceatka unde a cutremurat pământul timp de cinci minute. Datorită adâncimii mari (609 km), acesta nu a fost deosebit de intensă la suprafață, dar a fost simțită pe o suprafață foarte mare. Cutremurul a putut fi simțit nu numai în zonele din jurul Marea Ohotsk, dar, de asemenea, în Tokyo (ACM 1) (2.374 km distanță), Nanjing (peste 4.000 de km), Atîrau (MM V) (7.196 km departe) și Moscova (aprox. 7.370 km distanță). Mișcarea a determinat aproape 900 de locuitori să își părăsească locuințele în Moscova.